# Retina

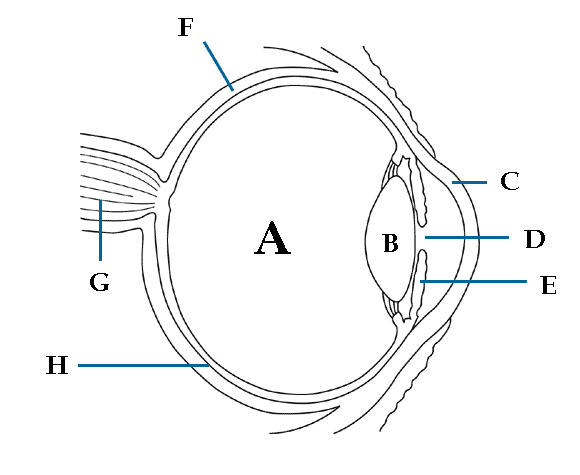
Esquema do olho humano, mostrando a retina (H) e o nervo óptico (G)

Retina é uma parte do olho dos vertebrados responsável pela formação de imagens, ou seja, pelo sentido da visão. É como uma tela onde se projetam as imagens: retém as imagens e as traduz para o cérebro através de impulsos elétricos enviados pelo nervo óptico.

## Organização
Em cada retina há cerca de 120 milhões de foto-receptores (cones e bastonetes) que libertam moléculas neurotransmissoras a uma taxa que é máxima na escuridão e diminui, de um modo proporcional (logarítmico), com o aumento da intensidade luminosa. Esse sinal é transmitido depois à cadeia de células bipolares e células ganglionares. 
Existem cerca de 1 milhão de células ganglionares e são os seus axónios que constituem o nervo óptico. Há, portanto, cerca de 100 fotorreceptores por cada célula ganglionar; no entanto, cada célula ganglionar recebe sinais que provêm de um «campo receptivo» na retina, aproximadamente circular, que abrange milhares de fotorreceptores.

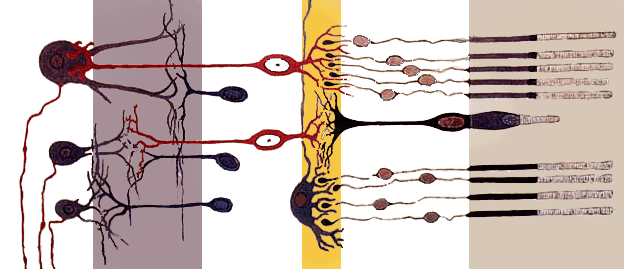
A estrutura celular da retina (à direita, 1 cone e 9 bastonetes; ao centro, 2 células bipolares; à esquerda, 3 axónios de células ganglionares que pertencem ao nervo óptico).

Entre os fotorreceptores e as células bipolares, há uma camada de células horizontais (a amarelo na figura) ligadas a eles e ligadas entre si de modo que o potencial de cada uma delas é uma média ponderada das suas vizinhas (sendo o peso das mais próximas maior). Cada célula bipolar recebe entradas de um fotorreceptor e de uma célula horizontal e produz um sinal que é proporcional à diferença entre os sinais logarítmicos produzidos pelas duas células; o que equivale a dizer que é um sinal com muito menor gama dinâmica, porque é uma razão entre a intensidade local e a iluminação de fundo na vizinhança, independentemente, por isso, do nível absoluto de iluminação. Como resultado disso, áreas grandes da retina com iluminação uniforme produzem sinais muito fracos, enquanto áreas de maior variação, como é o caso dos contornos dos objectos, resulta em sinais fortes. Ou seja, a retina detecta essencialmente variações de luminosidade. 
O sistema de fotorreceptores responde a uma alta gama dinâmica — com variações de iluminação de de 1 para 1 milhão. Os bastonetes são apenas sensíveis a baixos níveis de iluminação mas os cones, que são sensíveis a altos níveis de iluminação, respondem dentro de uma gama de intensidades que varia com a iluminação média da cena observada. É isso que nos faz sentir ofuscados quando a intensidade luminosa aumenta de repente. 
As células bipolares têm uma gama dinâmica muito mais baixa — só precisam de responder a um sinal proporcional à razão entre a intensidade local e a iluminação de fundo. Deste mecanismo sensorial resulta um efeito de adaptação enorme.
Como as células horizontais têm uma resposta relativamente lenta, quando um fotorreceptor detecta um objecto em movimento, elas ainda têm informação sobre a situação anterior; e isso faz com que o sinal de saída das células bipolares, que passa depois através da camada das células amacrinas (camada a violeta na figura) para as células ganglionares, contenha informação útil para a detecção de movimento.